# Tsetsaut
El tsetsaut és una llengua atapascana septentrional que es va extingir a mitjan segle xx i que prèviament es parlava a la zona del canal de Portland, al nord-est de la Colúmbia Britànica, el Canadà. Pràcticament tot el que se sap de la llengua és gràcies al material recollit per Franz Boas el 1894 de dos esclaus Tsetsaut dels nisga'a, que va ser suficient per poder establir el parentiu de la llengua amb les llengües atapascanes. No se sap exactament quan es va extingir la llengua, encara que es té constància que el 1927 encara hi havia un parlant de viu.

## Exemples[1]
| - ɬoʔ peix - xɔ os - xadzinε cérvol mascle - qax conill - goʔ serp - ts'alε granota - ts'esdja mosquit | - tsrāmaʔ vespa - at'ɔ niu - εkyagɔ turmell - aɬ'ɔq' fetge - dlε ball - kwuɬ' brutícia - na mare | - tä' pare - isča net - axa cabell - aɬa(ʔ) mà - txa puntada de peu - mmē llac - xuts'ede' esquerra |